# باكو بيريز
باكو بيريز (بالإسبانية: Paco Pérez)‏ هو مغني وملحن غواتيمالي، ولد في 25 أبريل 1917، وتوفي في 27 أكتوبر 1951.

## وصلات خارجية
- باكو بيريز على موقع ميوزك برينز (الإنجليزية)
- باكو بيريز على موقع ديسكوغز (الإنجليزية)